# سفارة السويد في كازاخستان
سفارة السويد في كازاخستان هي أرفع تمثيل دبلوماسي لدولة السويد لدى كازاخستان. تقع السفارة في وهي تهدف لتعزيز المصالح السويدية في كازاخستان.

## وصلات خارجية
- قائمة سفارات السويد
- قائمة السفارات في كازاخستان